# 매개변수

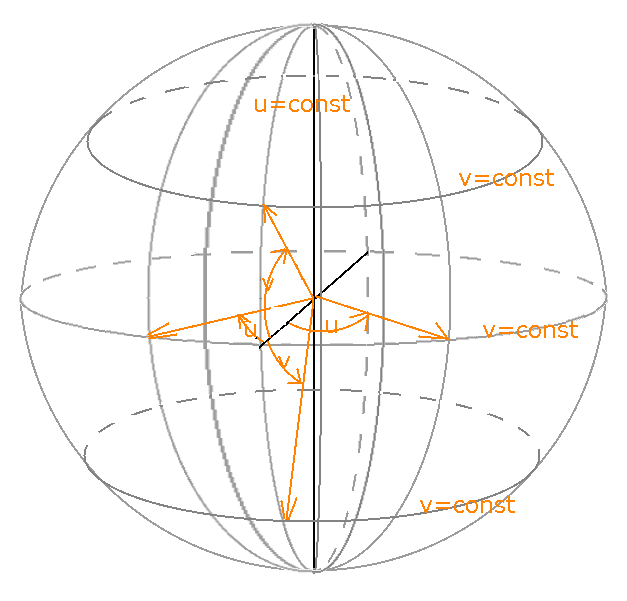

매개변수(媒介變數), 파라미터(parameter), 모수(母數)는 수학과 통계학에서 어떠한 시스템이나 함수의 특정한 성질을 나타내는 변수를 말한다. 사용자의 입력을 수집하고 계산, 필터 또는 참조선 등에서 상수값으로 대체할 수 있는 숫자, 날짜 또는 문자열과 같은 통합 문서 변수다. 일반적으로는 θ라고 표현되며, 다른 표시는 각각 독특한 뜻을 지닌다. 함수의 수치를 정해진 변역에서 구하거나 시스템의 반응을 결정할 때는 독립변수는 변하지만 매개변수는 일정하다. 다른 매개변수를 이용해 함수의 다른 수치를 다시 구하거나 시스템의 다른 반응을 볼 수도 있다.
매개변수등식에서는 독립적 변수가 매개변수라고 일컬어진다.

## 학교 수학에서의 사용법
학교 수학에서 다루어지는 매개변수의 사용법에는 다음 두 가지가 있다.
첫째, 일반식에서 문자의 값이 방정식족, 함수족에 포함된 원소를 결정하는 사용법
- 예: {\displaystyle ax+b=0,{\mbox{ }}y=ax+b}

위의 식에서 문자 a,b가 매개변수에 해당한다. 변수 a,b에 수를 대입함에 따라 특정한 방정식 (또는 함수)들이 만들어진다. a,b의 값에 따라, 즉 a,b를 매개로 하여 x의 값이나 x,y 사이의 관계가 결정된다는 의미이다.
대한민국 교과과정에서는 '상수'라고 표현하기도 한다. 이 외에도 부정소(indeterminate)라고도 한다.
Freudenthal은 매개변수가 도형의 구조를 결정하는 변수로 사용되는 특수한 경우를 별도로 구분하였다. 이때 매개변수는 그 기원은 종속변수이지만 그 외형은 독립변수 형태를 띠고 있다.
- 예: {\displaystyle y^{2}=4px}

위의 식에서 p가 매개변수이고, 매개변수 p는 포물선의 모양을 결정한다.
둘째, 곡선이나 곡면을 제 삼의 변수를 이용해 표현하는 문자의 사용법
- 예: {\displaystyle x=t+1,{\mbox{ }}y=t^{2}}

위의 식에서 문자 t가 매개변수에 해당한다. 변수 t의 값은 곡선이나 곡면 위에 있는 특정한 점들을 결정한다. 변수 t를 소거하면 x,y 사이의의 관계식을 하나 만들 수 있다.
대한민국의 교과과정에서는 위의 두 가지 개념 중 두 번째 개념으로 고등학교 수학의 미분법에 등장한다.
- 표현

매개변수는
{\displaystyle f:R->R^{2}}
으로 표시하며, 실수에서 좌표평면으로의 변환을 이야기한다.

## 같이 보기
- 매개변인
- 비모수 통계학

## 참고 문헌
- Vinner (2001) Beyond unknowns and variables-parameters and dummy variables in high school algebra. In R. Sutherland et al. (Eds.), Perspectives on School Algebra(pp.177-189)
- Freudenthal, H. (1983). 《Didactical phenomenology of mathematics structures》. Dordrecht: Reidel.
- Freudenthal, H. (1984). “The implicit philosophy of mathematics; History and education”. 《Proceedings of the international Congress of Mathematicians》 2: 1695-1709.